# Peningi
Peningi – wieś w Estonii, w prowincji Harju, w gminie Raasiku.